# Проблема шантажу
Проблема шантажу — в теорії контрактів, проблема, що виникає між двома економічними агентами, коли одна сторона здійснює специфічні інвестиції, необхідні для встановлення чи підтримки відносин, а інша сторона отримує можливість шантажу, вимагаючи найкращі умови, порівняно з умовами, які існували до здійснення інвестицій. Специфічний характер інвестицій полягає в тому, що від них важко відмовитись та/або використовувати їх в альтернативний спосіб. Зроблені інвестиції змінюють переговорну силу сторін, що призводить до можливості шантажу.
Проблему шантажу вивчає теорії контрактів та теорії галузевих ринків.

## Опис проблеми
Припустимо, що покупець складників зацікавлений у виробництві нового товару. Для цього йому потрібні специфічні складники, яких немає на ринку. Постачальник складників може організувати їх виробництво, проте для цього необхідні інвестиції. Якщо ціна кінцевого товару досить висока і з гарантією покриє витрати обох фірм, то вони отримають прибуток, достатній для початку спільного проєкту. Однак для здійснення проєкту постачальник повинен піти на специфічні інвестиції. Наприклад, купити обладнання спеціально для реалізації проєкту. Специфічність означає, що вони мають сенс лише в контексті відносин із цим покупцем.
Специфічність можна розуміти дуже широко. Наприклад, товар може бути стандартним, але покупець може вимагати будівництво заводу поблизу свого підприємства. Існує часова специфічність:
- цінність товару пов'язана з циклічністю його виробництва (газети та журнали);
- серійний характер виробництва;
- товар є швидкопсувним (фрукти);
- товар не можна зберігати (електроенергія).

Мірою специфічності є величина квазіренти, тобто різниці між цінністю від поточного і найвигіднішого з альтернативних способів використання вкладень. Квазірента дорівнює альтернативним витратам.
Після здійснення інвестицій, у покупця з'являється стимул переглянути умови угоди на свою користь. Постачальнику буде важко протистояти шантажу через специфічний характер зроблених інвестицій. Наприклад, йому буде важко використовувати нове виробництво для постачання складників набік. Через війну переговорна сила постачальника знижується, а покупця зростає. Таким чином, специфічні інвестиції створюють стимули для опортуністичної поведінки протилежної сторони.

## Приклад
Найвідоміший приклад — історія взаємин автовиробника Дженерал Моторс та виробника кузовних деталей компанії Фішер Боді. 1919 року компанії підписали 10-річний контракт про постачання. Фішер Боді стала ексклюзивним постачальником. Ціна мала дорівнювати середнім змінним витратам, які несла Фішер Боді, збільшеним на 17,6 %. Крім того, за контрактом Фішер Боді побудувала 14 заводів поряд із заводами Дженерал Моторс. У 1925—1926 роках, за три роки до закінчення терміну дії контракту, попит на автомобілі почав швидко зростати, і це вимагало більшої кількості деталей. У Фішер Боді вирішили не будувати нових потужностей поруч із новими заводами Дженерал Моторс, а використовувати економію від масшатабу на наявних. Крім того, контракт покривав будь-які витрати, пов'язані з перевезенням, і гарантував прибутковість 17,6 %.
В описаній ситуації проблема шантажу виникає двічі. Фішер Боді, використовуючи стан ексклюзивного постачальника, отримала можливість шантажувати Дженерал Моторс, відмовляючись будувати новий завод. Навпаки, Дженерал Моторс мала можливість шантажувати Фішер Боді відмовою від закупівель після закінчення терміну дії контракту. Проблему вирішено 1926 року покупкою Фішер Боді (див. Вертикальна інтеграція).

## Формальна модель
Появу стимулів до опортуністичної поведінки можна проілюструвати за допомогою такої моделі. Припустимо, що виробник газованих напоїв планує випустити новий продукт і для цього потрібні пляшки нестандартної форми. Він може розмістити замовлення на виготовлення на конкурентному ринку і провести конкурсний відбір постачальника. Переможець конкурсу має зробити специфічні інвестиції у розмірі {\displaystyle F}, щоб розпочати виробництво. При цьому відновлювальна вартість інвестицій дорівнює {\displaystyle S}. За цю суму можна реалізувати специфічне обладнання. Загальні змінні витрати на виготовлення всієї партії пляшок дорівнюватимуть {\displaystyle TVB}. Витрати виробництва партії напою {\displaystyle TVP}, а виторг від продажу готового товару {\displaystyle R}. Виробник напою може змінити постачальника пляшок або почати самостійне виробництво, але для цього йому доведеться зробити витрати, пов'язані з пошуком у розмірі {\displaystyle T} і знову зробити інвестиції {\displaystyle F}. Сумарний операційний прибуток двох фірм дорівнює {\displaystyle V=R-TVB-TVP}. Сторонам слід вирішити, як його поділити. Наприклад, плата постачальнику має компенсувати інвестиції. Якщо постачальника обрано на конкурентному ринку, то його економічний прибуток дорівнюватиме нулю.
У разі відмови від довгострокових відносин постачальник втратить {\displaystyle F-S}, а покупець {\displaystyle F+T}. Втрати постачальника та покупця є їх квазірентами, мірою специфічності зроблених інвестицій. Що більша квазірента, то специфічнішими є інвестиції та вигіднішими довгострокові відносини. Відмова від довгострокових відносин призведе до зниження виграшу {\displaystyle O=(V-F-T)+S}. Різниця між {\displaystyle V} і {\displaystyle O} показує виграш від підтримки довгострокових відносин:
{\displaystyle Q=V-O=F-S+T\geq 0} .
За відсутності витрат на пошук нового постачальника {\displaystyle T=0}. За наявності можливості легкого повернення інвестицій {\displaystyle F=S}. Тоді квазірента дорівнює нулю: {\displaystyle Q=0} і немає різниці між підтримкою довгострокових відносин і відмовою від них. Якщо {\displaystyle Q>0}, довгострокові відносини вигідні.
Водночас додатна квазірента створює стимули змінити початкові умови контракту. Замість заплатити постачальнику {\displaystyle TVB+F}, виробник напою запропонує заплатити трохи більше, ніж сума змінних витрат та відновлювальної вартості: {\displaystyle TVB+S+\varepsilon }. Це краще, ніж піти з ринку, але веде до збитків {\displaystyle F-S+\varepsilon }. Аналогічно постачальник замість {\displaystyle TVB+F} може вимагати плати {\displaystyle F+T+TVB-\varepsilon }, тобто трохи менше від сумарних витрат, пов'язаних із пошуком нового постачальника і подальшим виробництвом.